# Championnat du Luxembourg de football 1985-1986
Navigation
Saison précédente Saison suivante
La saison 1985-1986 du Championnat du Luxembourg de football était la 72e édition du championnat de première division au Luxembourg. Les douze meilleurs clubs du pays se retrouvent au sein d'une poule unique, la Division Nationale, où ils s'affrontent deux fois, à domicile et à l'extérieur. À l'issue du championnat, les deux derniers du classement sont relégués et remplacés par les deux meilleurs clubs de Promotion d'Honneur, la deuxième division luxembourgeoise.
L'Avenir Beggen remporte le titre national cette saison en terminant en tête du classement final, avec un seul point d'avance sur le tenant du titre, la Jeunesse d'Esch et deux sur le CA Spora Luxembourg. Il s'agit du 4e titre de champion du Luxembourg de l'histoire du club.

## Les 12 clubs participants
| - CA Spora Luxembourg - Progrès Niedercorn - Swift Hesperange - Promu de Promotion d'Honneur - Olympique Eischen - CS Grevenmacher - Promu de Promotion d'Honneur - Union Luxembourg | - AS La Jeunesse d'Esch - Alliance Dudelange - Stade Dudelange - Avenir Beggen - Red Boys Differdange - Aris Bonnevoie |

## Compétition

### Classement
Le barème utilisé pour établir le classement est le suivant :
- Victoire : 2 points
- Match nul : 1 point
- Défaite : 0 point

| Rang | Équipe               | Pts | J  | G  | N | P  | Bp | Bc | Diff |
| ---- | -------------------- | --- | -- | -- | - | -- | -- | -- | ---- |
| 1    | Avenir Beggen        | 33  | 22 | 14 | 5 | 3  | 62 | 21 | +41  |
| 2    | Jeunesse d'Esch (T)  | 32  | 22 | 14 | 4 | 4  | 46 | 23 | +23  |
| 3    | CA Spora Luxembourg  | 31  | 22 | 12 | 7 | 3  | 41 | 22 | +19  |
| 4    | CS Grevenmacher (P)  | 26  | 22 | 11 | 4 | 7  | 45 | 38 | +7   |
| 5    | Alliance Dudelange   | 26  | 22 | 9  | 8 | 5  | 36 | 39 | -3   |
| 6    | Union Luxembourg (C) | 23  | 22 | 10 | 3 | 9  | 49 | 35 | +14  |
| 7    | Red Boys Differdange | 23  | 22 | 8  | 7 | 7  | 46 | 38 | +8   |
| 8    | Olympique Eischen    | 20  | 22 | 8  | 4 | 10 | 39 | 41 | -2   |
| 9    | Swift Hesperange (P) | 17  | 22 | 5  | 7 | 10 | 30 | 45 | -15  |
| 10   | Progrès Niedercorn   | 16  | 22 | 6  | 4 | 12 | 27 | 37 | -10  |
| 11   | Aris Bonnevoie       | 15  | 22 | 6  | 3 | 13 | 40 | 50 | -10  |
| 12   | Stade Dudelange      | 2   | 22 | 0  | 2 | 20 | 12 | 84 | -72  |

|  | Qualification pour la Coupe d'Europe des clubs champions 1986-1987                           |
|  | Qualification pour la Coupe des Coupes 1986-1987                                             |
|  | Qualification pour la Coupe UEFA 1986-1987                                                   |
|  | Relégation en Promotion d'Honneur                                                            |
|  | (T) Tenant du titre (C) Vainqueur de la Coupe du Luxembourg (P) : Promu de deuxième division |

## Bilan de la saison
| Championnat du Luxembourg de football 1985-1986 |                          |
| Champion                                        | Avenir Beggen (4e titre) |
| Coupes et trophées                              |                          |
| Vainqueur de la Coupe du Luxembourg 1985-1986   | Union Luxembourg         |
| Qualifications continentales                    |                          |
| Coupe d'Europe des clubs champions 1986-1987    | Avenir Beggen            |
| Coupe des Coupes 1986-1987                      | Union Luxembourg         |
| Coupe UEFA 1986-1987                            | Jeunesse d'Esch          |
| Promotions et relégations                       |                          |
| Promus en Division Nationale                    | CS Pétange               |
| Promus en Division Nationale                    | FC Wiltz 71              |
| Relégués en Promotion d'Honneur                 | Aris Bonnevoie           |
| Relégués en Promotion d'Honneur                 | Stade Dudelange          |